# SAIJO BASE
SAIJO BASE（サイジョウベース）は、愛媛県西条市明屋敷にある複合公共施設である。
指定管理者として西条市交流チャレンジ推進グループ（西条産業情報支援センター・NPO法人西条まちづくり応援団・ハートネットワーク）が管理・運営を行っている。

## 概要
2022年7月に児童施設「西条市こどもの国」を改修し、開業した。西条市で起業・移住相談や市民交流などを一元的にできる「ひと・夢・未来創造拠点複合施設」として整備された。改修に伴い、市内中心部に立地していた西条市産業情報支援センターと西条市市民活動支援センターが施設内に移転し、旧こどもの国の児童機能（ゆうぎ室・図書室）が新たに建て替えられた西条児童館に集約された。
愛称の「SAIJO BASE」（サイジョウベース）は公募で選ばれ、移住者ら市民の基本の場所になってほしいとの思いがこめられている。

## 館内
1階（産業・まちづくり支援ゾーン）
- 西条市産業情報支援センター
- 西条市市民活動支援センター
- 管理事務所

2階（交流チャレンジゾーン）
- 西条市国際交流協会
- 移住コンシェルジュ
- 交流コンシェルジュ
- カフェ「GTM coffee stand」
- レンタルスペース
  - イベントルーム
  - セミナールーム
  - 会議室（1、2）
  - 交流チャレンジスペース（無料席、有料席）

3階（レンタルスペース）
- 研修室
- 多目的室（天体観測室）
- 市民ギャラリー

## アクセス
- JR予讃線伊予西条駅より徒歩で約20分。